# Сэрчмаа
Сэрчмаа (монг. Самбуугийн Сэрчмаа; род. 1982 год, Улан-Батор) — популярная монгольская эстрадная певица.

## Биография
Pодилась в 1982 году в Улан-Баторе. Когда ей исполнилось 6 лет, она стала учиться играть на скрипке, а затем овладела искусством пения. В 16 лет Сэрчмаа пела в квартете одноклассниц с названием «Эмөүшн». Окончила Монгольский государственный университет.
Карьеру профессиональной певицы Сэрчмаа начала в 1999 году под псевдонимом Sally. Увидев её первые выступления, монгольская певица Б. Сарантуя оценила Сэрчмаа так:

«Запомните это имя — вам оно ещё припомнится. Это дитя очень многообещающе. Сочетание её внешности с её голосом предопределено свыше»
Оригинальный текст (монг.)"Энэ нэрийг цээжилж аваарай. Эргээд та нар санах болно. Их юм дуулгах хүүхэд. Түүнд царай зүс, хоолой хоёр хослон заяажээ".

Первый CD-альбом «Ганцхан чинийх» был записан в 2001 году в звукозаписывающей студии «Мичид рекордс» (продюсер Б.Тэмулэнтэй (монг. Б. Тэмүүлэнтэй). В 2003 году был издан самый успешный альбом «Sally». В 2008 году во Внутренней Монголии Сэрчмаа участвовала в записи альбома-сборника «Цагаан Сүүний Домог», в котором были представлены монгольские и китайские песни, исполненные как самой певицей, так и артистами из Китая и Внутренней Монголии. В 2010 году Сэрчмаа издала DVD-альбом «Сүүний Үнэртэй Хангай».
Сэрчмаа неоднократно выступает с концертами не только в Монголии, но и в таких странах, как Япония, Корея, Польша, Китай, Россия, США, Ирландия, Великобритания.

## Личная жизнь
Были слухи, что Сэрчмаа вышла замуж и развелась, однако в интервью монгольской газете «Өдрийн сонин» она их отрицает. Сэрчмаа вышла замуж в Пекине. Церемония бракосочетания состоялась в отеле «Shangri-La» в январе 2010 года.

## Дискография

### CD
- Ганцхан чинийх (рус. Только твоя — 2001)
- Sally-1 (2003)
- Sally-2 (2005)
- Хайраасаа асууя (рус. Спрошу у своей любви — 2007)
- Making me crazy (рус. То, что сводит меня с ума — 2008)
- Цагаан Сүүний Домог (рус. Сказание о белом молоке — 2008)

### DVD
- Сүүний Үнэртэй Хангай (рус. Пастбище с запахом молока — 2010)